# Albert Zugsmith
Albert Zugsmith, född 24 april 1910 i Atlantic City, New Jersey, död 26 oktober 1993 i Woodland Hills, Kalifornien, var en amerikansk filmproducent.
Zugsmith var verksam åren 1952–1974 men är framförallt känd för en rad av filmer producerade för Universal Studios under den senare delen av 1950-talet, bland dem För alla vindar (1956) av Douglas Sirk, I skräckens klor (1957) av Jack Arnold, samt En djävulsk fälla (1958) av Orson Welles.